# Ligne Meitetsu Gamagōri
La ligne Meitetsu Gamagōri (名鉄蒲郡線, Meitetsu Gamagōri-sen) est une ligne ferroviaire de la compagnie privée Meitetsu située dans la préfecture d'Aichi au Japon. Elle relie la gare de Kira Yoshida à Nishio à la gare de Gamagōri à Gamagōri.

## Histoire
La ligne est ouverte par étapes entre 1929 et 1936 par la compagnie Mikawa Railway.

## Caractéristiques

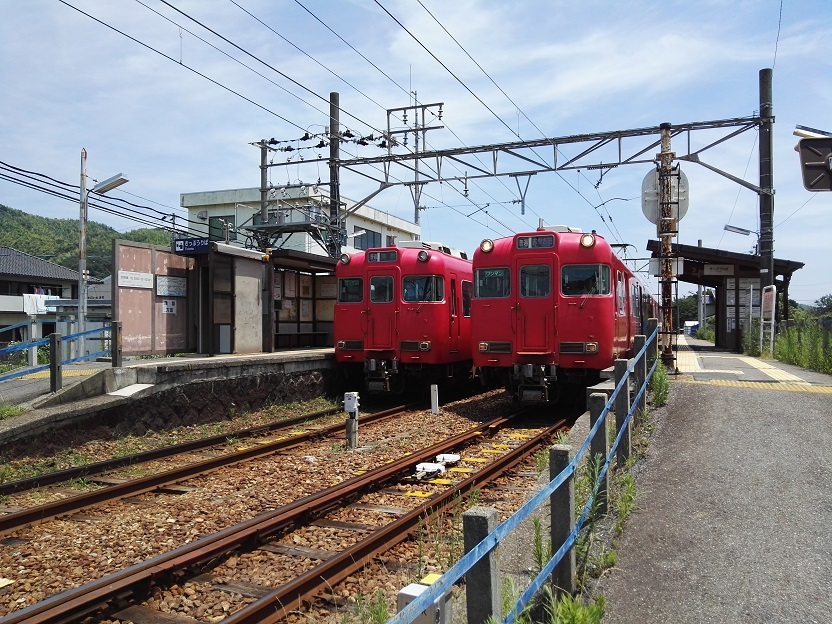
La ligne à Mikawa Toba.

### Ligne
- écartement des voies : 1 067 mm
- nombre de voies : voie unique
- électrification : 1 500 V cc par caténaire

### Liste des gares
La ligne comporte 10 gares.
| Numéro | Gare                  | Nom japonais | Distance (km) | Correspondances                         | Localisation |
| ------ | --------------------- | ------------ | ------------- | --------------------------------------- | ------------ |
| GN13   | Kira Yoshida          | 吉良吉田     | 0             | Meitetsu : Nishio (interconnexion)      | Nishio       |
| GN14   | Mikawa Toba           | 三河鳥羽     | 3,2           |                                         | Nishio       |
| GN15   | Nishi Hazu            | 西幡豆       | 4,7           |                                         | Nishio       |
| GN16   | Higashi Hazu          | 東幡豆       | 7,0           |                                         | Nishio       |
| GN17   | Kodomonokuni          | こどもの国   | 8,9           |                                         | Nishio       |
| GN18   | Nishiura              | 西浦         | 10,5          |                                         | Gamagōri     |
| GN19   | Katahara              | 形原         | 11,7          |                                         | Gamagōri     |
| GN20   | Mikawa Kashima        | 三河鹿島     | 13,5          |                                         | Gamagōri     |
| GN21   | Gamagōri-Kyōteijō-Mae | 蒲郡競艇場前 | 15.3          | JR Central : Tōkaidō (à Mikawa-Shiotsu) | Gamagōri     |
| GN22   | Gamagōri              | 蒲郡         | 17,6          | JR Central : Tōkaidō                    | Gamagōri     |